# Кумбран
Ку́мбран (англ. Cwmbran) — город в Южном Уэльсе, Великобритания. Является городом-спутником Кардиффа. В 1973 году входил в графство Монмутшир, в 1986 году был административным центром графства Гуэнт, а ныне является одним из основных городов округа Торвайн.

## География
Расположен в долине Афон Лвид («Серая река»), примерно в 6 милях к северо-северо-востоку от Ньюпорт и 20 милях от Кардиффа.

## История
Заложен в 1949 году по указанию министра городского и сельского планирования Джон Силкенна на месте небольших промышленных деревень, в том числе одноимённой деревни, для обеспечения жильём работников промышленности и стимуляции развития региона. 
Население 40 900 человек (1971). В 2011 году население возросло до 48 535 человек.

## Экономика

### Машиностроение
Появление города привлекло сюда ряд предприятий, специализирующихся на выпуске автомобильных компонентов. Кумбран стал центром машиностроения и автостроения. К югу от центра города расположен промышленный парк Ллантарнам, где находятся такие компании, как Loseley, Hempel и Spear Europe.

### Другие предприятия
В Кумбране производятся печенье и капроновая пряжа.

## Спорт
В городе есть одноимённый футбольный клуб.

## Транспорт
В городе находится станция Кумбран.